# Oda Nagamasu
Pour les articles homonymes, voir Oda (homonymie).
Oda Nagamasu (織田長益, Oda Nagamasu, 1547-24 janvier 1622) est un daimyō et le frère cadet de Oda Nobunaga. Il se serait converti au christianisme en 1588. Il aide Ieyasu Tokugawa à la bataille de Sekigahara en 1600 mais prend plus tard le parti de Hideyori Toyotomi lors du siège d'Osaka en 1615. À la suite de la défaite, il abandonne la vie publique.

## Famille
- Père : Oda Nobuhide (1510-1551)
- Frères
  - Oda Nobuhiro (d. 1574)
  - Oda Nobunaga (1534-1582)
  - Oda Nobuyuki (1536-1557)
  - Oda Nobukane (1548-1614)
  - Oda Nobuharu (1549-1570)
  - Oda Nobutoki (d. 1556)
  - Oda Nobuoki
  - Oda Hidetaka (d. 1555)
  - Oda Hidenari
  - Oda Nobuteru
  - Oda Nagatoshi

- Sœurs :
  - Oichi (1547-1583)
  - Oinu

- Fils : 
  - Oda Nagamasa (1587-1670)
  - Oda Hisanaga